# Jednoczynnikowa analiza wariancji
Jednoczynnikowa analiza wariancji – test statystyczny służący do porównywania średnich w wielu populacjach.
Nazwa metody pochodzi od algorytmu postępowania przy testowaniu układu hipotez. Całkowita wariancja (zmienność wyników) dzielona jest na część pochodzącą z różnic między populacjami (zabiegami) oraz część pochodzącą z różnic między wynikami wewnątrz populacji (błąd losowy).

## Założenia
Wyniki uzyskane metodą analizy wariancji mogą być uznane za prawdziwe, gdy spełnione są następujące założenia:
- każda populacja musi mieć rozkład normalny,
- pobrane do analizy próby są niezależne,
- próby pobrane z każdej populacji muszą być losowymi próbami prostymi,
- wariancje w populacjach są równe.

W przypadku, gdy założenia analizy wariancji nie są spełnione, należy posługiwać się testem Kruskala-Wallisa.

## Teoria
Rozważmy {\displaystyle r} populacji o rozkładzie normalnym, jednakowej wariancji {\displaystyle \sigma ^{2}} i wartości oczekiwanej {\displaystyle \mu _{i},} gdzie {\displaystyle i=1,\dots ,r.} Z populacji tych losujemy niezależne próby o liczebnościach {\displaystyle n_{i},} na których przeprowadzamy pomiary, otrzymując wartości {\displaystyle x_{ij}} dla {\displaystyle i=1,\dots ,r,j=1,\dots ,n_{i}.} Całkowita wielkość próby wynosi {\displaystyle n=n_{1}+n_{2}+\ldots +n_{r}.}
Układ hipotez jest następujący:
- Hipoteza zerowa:
{\displaystyle H_{0}\colon \mu _{1}=\mu _{2}=\ldots =\mu _{r}.}
- Hipoteza alternatywna:
{\displaystyle H_{1}{:}} nie wszystkie {\displaystyle \mu _{i}} są sobie równe {\displaystyle (i=1,\dots ,r).}

Do weryfikacji powyższej hipotezy obliczamy wartość statystyki {\displaystyle F} postaci:
{\displaystyle F={\frac {MSTR}{MSE}},}
gdzie:
- {\displaystyle MSTR={\frac {1}{r-1}}\sum \limits _{i=1}^{r}n_{i}({\overline {x_{i}}}-{\widehat {x}})^{2}} oznacza średni kwadratowy błąd „zabiegowy”,
- {\displaystyle MSE={\frac {1}{n-r}}\sum _{i=1}^{r}\sum _{j=1}^{n_{i}}(x_{ij}-{\overline {x_{i}}})^{2}} oznacza średni kwadratowy błąd losowy,
- {\displaystyle {\overline {x_{i}}}} oznacza średnią arytmetyczną z i-tej próby,
- {\displaystyle {\widehat {x}}} oznacza średnią arytmetyczną ze wszystkich obserwacji ze wszystkich {\displaystyle r} prób.

Przy założeniu prawdziwości hipotezy zerowej statystyka {\displaystyle F} ma rozkład F-Snedecora z {\displaystyle r-1} stopniami swobody w liczniku i {\displaystyle n-r} stopniami swobody w mianowniku.
Obszar krytyczny jest postaci:
{\displaystyle Q=\{F\colon F\geqslant F_{\alpha }\},}
gdzie {\displaystyle F_{\alpha }} jest wartością krytyczną odczytaną z tablic rozkładu F-Snedecora dla {\displaystyle (r-1,n-r)} stopni swobody.
- Jeżeli obliczona wartość statystyki {\displaystyle F} należy do obszaru krytycznego {\displaystyle Q}, to hipotezę zerową odrzucamy na korzyść hipotezy alternatywnej i wnioskujemy, że badane średnie nie są jednorodne.
- Jeżeli obliczona wartość statystyki {\displaystyle F} nie należy do obszaru krytycznego {\displaystyle Q}, to nie ma podstaw do odrzucenia hipotezy zerowej i wnioskujemy, że badane średnie są jednorodne.

## Przykład
Fabryka gwoździ zamierza kupić jedną z czterech maszyn do produkcji. Wszystkie maszyny mają podobną cenę. Na podstawie analizy wariancji należy sprawdzić, czy istnieje istotna różnica między wydajnościami maszyn. Tabela przedstawia procentowe wydajności uzyskane na poszczególnych maszynach.
| Maszyna A | Maszyna B | Maszyna C | Maszyna D |
| --- | --- | --- | --- |
| 93,95 96,18 90,59 87,86 93,00 93,28 93,50 96,66 92,33 95,71 93,20 97,96 90,96 90,52 95,59 96,07 92,13 95,24 94,10 | 93,12 90,01 94,22 90,91 93,12 90,70 93,85 93,18 92,98 92,88 91,24 90,41 91,79 93,14 91,03 95,12 93,38 89,73 94,98 | 95,61 92,61 95,73 91,17 91,53 90,45 93,35 91,12 93,41 93,15 94,02 93,94 90,89 92,53 92,83 94,43 89,8 93,20 94,77 | 96,11 91,97 96,43 92,93 95,13 94,70 97,08 94,50 96,42 94,96 91,88 95,93 94,75 90,85 93,96 93,07 100,82 94,54 95,75 |

Wyniki dla każdej z maszyn należy traktować jak inną populację.

W zadaniu r = 4, a każde próba ni ma wielkość 19. Łączna wartość próby n wynosi zatem 76.
Dla danych z tabeli:
{\displaystyle MSTR=21{,}23}
{\displaystyle MSE=4{,}26}
Wartość emipryczna statystyki F wynosi 4,99.
Liczba stopni swobody licznika wynosi 3, natomiast liczba stopni swobody mianownika wynosi 72.
Dla rozkładu F-Snedecora(3,72) wartość krytyczna na poziomie istotności α = 0,05 wynosi 2,732. Obliczona wartość empiryczna statystyki testowej odpowiada {\displaystyle p}-wartości równej {\displaystyle 0{,}0034}.
Należy zatem odrzucić hipotezę zerową (wydajność maszyn jest taka sama) na rzecz hipotezy alternatywnej (jedna z maszyn ma statystycznie różną wydajność od pozostałych).

## Dalsza analiza
Analiza wariancji daje informację tylko o tym, czy między populacjami występują istotne statystycznie różnice. Nie mówi ona, które populacje różnią się między sobą. Dla przykładu na podstawie przeprowadzonego testu można powiedzieć, że między wydajnościami maszyn występują różnice, przeprowadzając badanie za pomocą jednoczynnikowej analizy wariancji nie wiadomo jednak, które maszyny mają tę samą wydajność, a które różnią się między sobą. Odpowiedź na te pytanie można uzyskać stosując dodatkowe testy, zwane testami porównań wielokrotnych (tzw. post-hoc) – przykłady takich algorytmów stanowią test Tukeya lub test NIR.
Test NIR
Test NIR ma na celu wyznaczenie tzw. najmniejszych istotnych różnic (stąd skrót NIR) dla każdej pary {\displaystyle {\overline {x_{i}}}} oraz {\displaystyle {\overline {x_{j}}}} (dla {\displaystyle i,j=1,...,k} oraz {\displaystyle i\neq j}) – wyznaczenie to odbywa się z wykorzystaniem następującego wzoru ogólnego:
{\displaystyle NIR=t_{n-k,\alpha /2}{\sqrt {MS_{Bl}\left({\frac {1}{n_{i}}}+{\frac {1}{n_{j}}}\right)}},}
gdzie: {\displaystyle t_{n-k,\alpha /2}} stanowi wartość odczytaną z tablic rozkładu t-Studenta o {\displaystyle n-k} stopniach swobody.
Mając na uwadze powyższe przyjmuje się, że jeśli prawdziwa jest nierówność {\displaystyle |{\overline {x_{i}}}-{\overline {x_{j}}}|>NIR,} wartości {\displaystyle \mu _{i}} oraz {\displaystyle \mu _{j}} różnią się istotnie pomiędzy sobą.